# Waldbaum's Hamlet Cup 1995
Il Waldbaum's Hamlet Cup 1995  è stato un torneo di tennis giocato sul cemento. È stata la 15ª edizione del torneo, che fa parte della categoria World Series nell'ambito dell'ATP Tour 1995. Il torneo si è giocato a Long Island negli USA, dal 21 al 27 agosto 1995.

## Campioni

### Singolare maschile
Evgenij Kafel'nikov ha battuto in finale  Jan Siemerink con il punteggio di 7–6(0), 6–2

### Doppio maschile
Cyril Suk /  Daniel Vacek hanno battuto in finale  Rick Leach /  Scott Melville con il punteggio di 5–7, 7–6, 7–6